# Eucalyptus jacksonii
Eucalyptus jacksonii, nombre común comezón rojo (red tingle), endémico del sudeste del estado de Australia Occidental es uno de los árboles más altos en el estado y puede medir 16 metros en redondo y alcanzar altura de 60 m y vivir por 400 años.

## Descripción
Los árboles tienen con frecuencia sistemas superficiales de raíces y dejan crecer una base reforzada. Los incendios forestales con frecuencia actúan para ahuecar la base de los árboles creando una gran cavidad. La distribución de la especie se ha ido disminuyendo debido al cambio climático durante millones de años. Se encuentran primordialmente en el Parque nacional Walpole-Nornalup y en unos pocos sitios aislados fuera del parque en el área de Walpole.
El comezón rojo es con frecuencia comparado con otras dos especies – el comezón amarillo Eucalyptus guilfoylei y el comezón de rate Eucalyptus brevistylis que son más pequeñas.

## Taxonomía
Eucalyptus jacksonii fue descrita por Joseph Maiden y publicado en Journal and Proceedings of the Royal Society of New South Wales 47: 219. 1913.
Etimología
Eucalyptus: nombre genérico que proviene del griego antiguo: eû = "bien, justamente" y kalyptós = "cubierto, que recubre". En Eucalyptus L'Hér., los pétalos, soldados entre sí y a veces también con los sépalos, forman parte del opérculo, perfectamente ajustado al hipanto, que se desprende a la hora de la floración.
jacksonii: epíteto latíno que significa "cónica, con forma de cono".